# Detmold
Detmold és una ciutat d'Alemanya disn de la regió de Detmold. Està situada al nord del Land Rin del Nord-Westfàlia. Té uns 70.000 habitants

## Composició
La ciutat de Detmold es compon de les següents poblacions menors: 
Barkhausen, Bentrup, Berlebeck, Brokhausen, Diestelbruch, Herberhausen, Hohenloh, Heidenoldendorf, Heiligenkirchen, Hiddesen, Hornoldendorf, Jerxen-Orbke, Klüt, Loßbruch, Mosebeck, Niederschönhagen, Nienhagen, Niewald, Oberschönhagen, Oettern-Bremke, Pivitsheide V. H., Pivitsheide V. L., Remmighausen, Schönemark, Spork-Eichholz i Vahlhausen.

## Història
Entre 1468 i 1918 Detmold va ser la ciutat residència dels senyors, comtes i prínceps de Lippe. Quan caigué la monarquia després de la Primera Guerra Mundial, es convertí en la capital de l'Estat Lliure de Lippe, que va existir fins al 1947 abans d'integrar-se al land de Renània del Nord-Westfàlia.

## Monuments
- Hermannsdenkmal
- Externsteine

### Teatre i Escola Superior

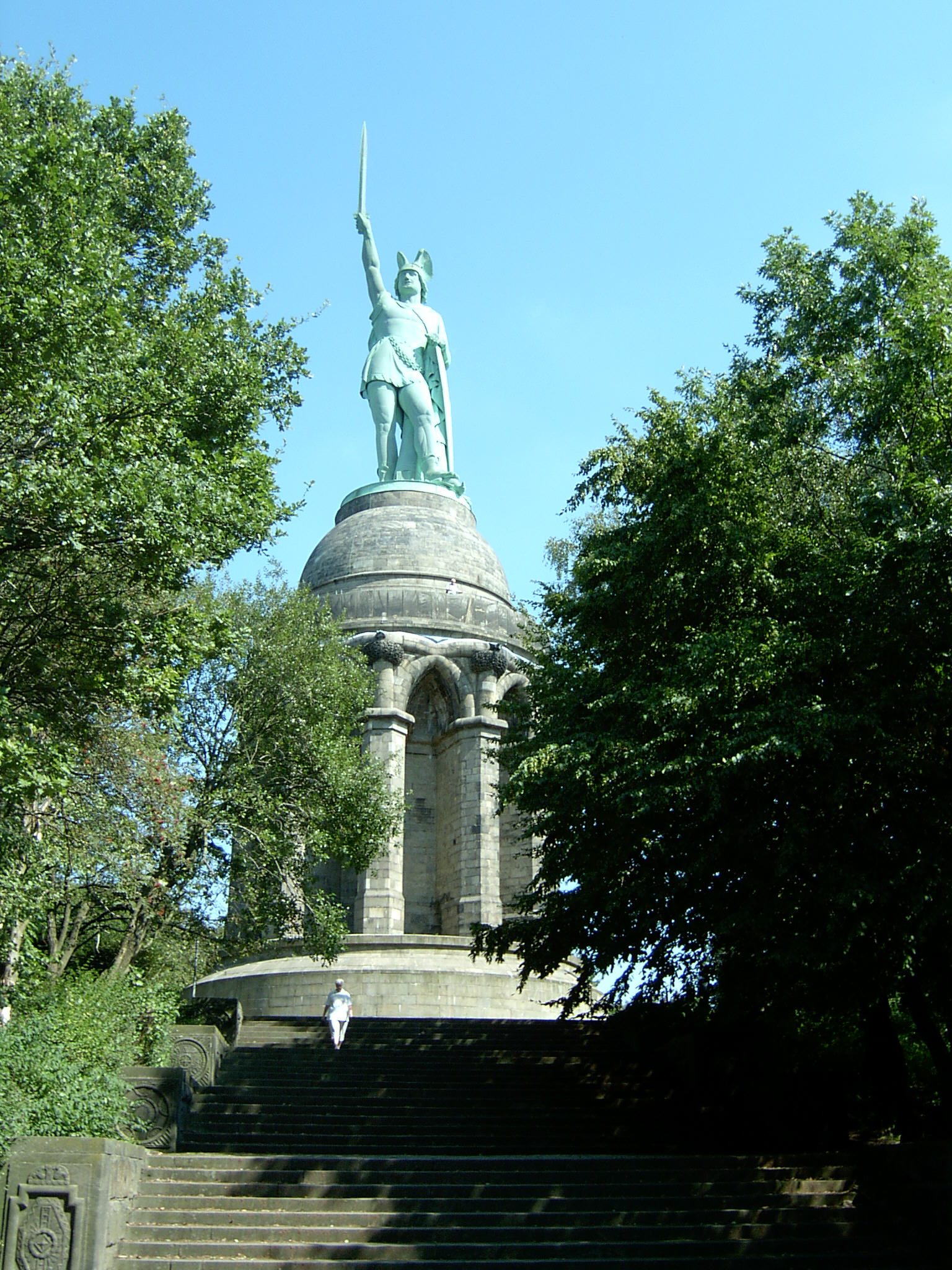
Monument dedicat a Hermann - Hermannsdenkmal.

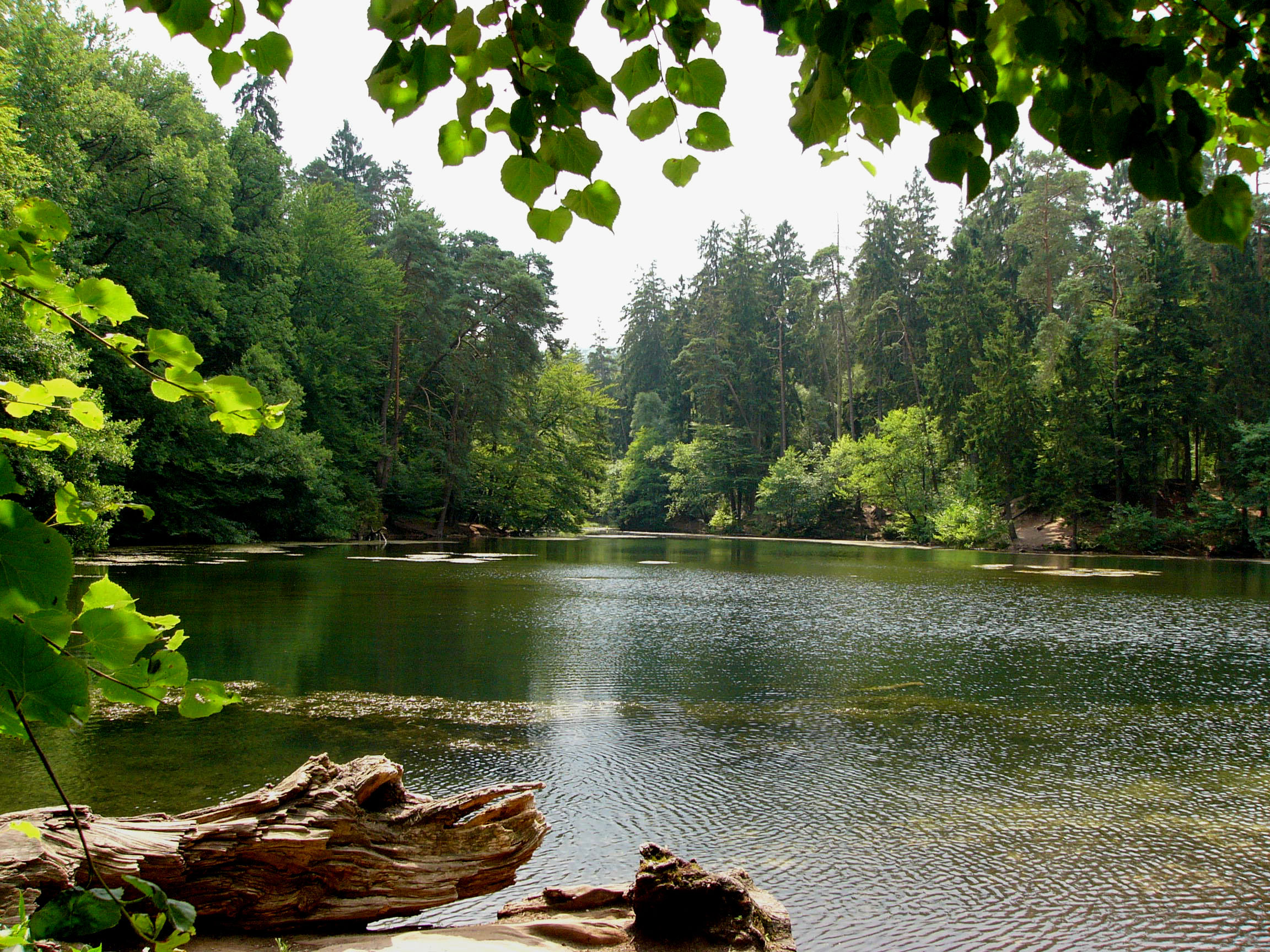
Donoper Teich.

- Landestheater Detmold amb les següents funcions:
  - Sommertheater Detmold
  - Grabbe-Bühne
- Hochschule für Musik Detmold - Conservatori de la ciutat
- Fachhochschule Lippe und Höxter - Institut de Lippe i Höxter

### Museus
- Westfälisches Freilichtmuseum -
- Lippisches Landesmuseum

### Construccions interessants
- Palau residència del príncep - (en alemany Fürstliches Residenzschloss Detmold)

Es situa al nord-oest del centre històric de Detmold i, amb la plaça del palau i el fossar, cobreix aproximadament una quarta part del centre de la ciutat. El Castell de la Residència Príncep és l'edifici històric més important de la ciutat i representa una creació arquitectònica destacada del Renaixement del Weser .El castell està dominat per la torre medieval i una extensió de quatre ales amb una rica façana renaixentista, que es va construir entre 1550 i 1557. Al pati del castell hi ha quatre torres d'escales i una clàssica galeria d'arcs amb pedres heràldiques. L'ala oest es va construir al segle XVII amb les cambres del rei que contenien vuit grans tapissos, canelobres venecianes i una col·lecció d'armes de caça. La plaça del palau està envoltada d'ales allargades amb pavellons cantoners, que servien als residents del palau com a carruatge i estables. L'antiga hípica es va convertir en ajuntament als anys 1950. La font davant del castell va ser construïda el 1898 i equipada amb fars el 1957. Una part del palau és habitada per un descendent dels prínceps de Lippe Stephan Prinz zur Lippe i la seva família.
- Ev.-ref. Erlöserkirche (Marktkirche)
- Ev.-ref. Christuskirche
- Ev.-luth. Martin-Luther-Kirche
- Palau

## Parcs
- Parc del Palau - Fürstliches Residenzschloss Detmold
- Palaisgarten